# ヴェラ・ドレイク
『ヴェラ・ドレイク』（Vera Drake）は、2004年製作のイギリス映画である。マイク・リー監督。ヴェネツィア国際映画祭で金獅子賞と主演女優賞を受賞。アカデミー賞では主演女優賞、脚本賞、監督賞の3部門にノミネートされた。

## ストーリー
1950年代のロンドン。愛する夫と二人の子供を持つヴェラ・ドレイクは勤勉な妻、献身的な母親で、年老いた母親の面倒を見、更に病気の隣人を世話するなど、困っている人を見ると助けずにおれない人柄で、周囲の人々からも良い評判を得ていた。
そんなヴェラであったが、家政婦として働く一方、秘密裏に望まない妊娠をした女性に無償で堕胎の手助けをするという、誰にも言えない秘密があった。

## キャスト
| 役名             | 俳優                       | 日本語吹替 |
| ---------------- | -------------------------- | ---------- |
| ヴェラ・ドレイク | イメルダ・スタウントン     | 吉野佳子   |
| スタン・ドレイク | フィル・デイヴィス         | 佐々木敏   |
| シド             | ダニエル・メイズ           | 鉄野正豊   |
| エセル           | アレックス・ケリー         | 佐藤あかり |
| レジー           | エディ・マーサン           |            |
| 判事             | ジム・ブロードベント       | 村松康雄   |
| フランク         | エイドリアン・スカーボロー | 田村勝彦   |